# 杨希枚
杨希枚（1916年—1993年3月8日），别名铮曜，男，回族，北京人，中国历史学家、人类学家，曾任第六、七届全国政协委员。